# Pavao Pumpp
Pavao (Paul) Pumpp (Apatin, 1801. – Zagreb, 1883.), hrvatski graditelj orgulja koji je djelovao u Zagrebu.
Radio je od 1827. do 1863. godine na gradnji i popravku orgulja u Krapju, Zagrebu, Petrinji, Kloštar Ivaniću, Sisku, Topuskom i drugdje. Dovršio je šezdesetak glazbala, od kojih je ostalo osamnaest.
Umijeće orguljarskog zanata izučio kod Caspara Fischera.